# JFAアカデミー熊本宇城
JFAアカデミー熊本宇城（ジェイエフエーアカデミーくまもとうき）は、日本サッカー協会（JFA）が熊本県宇城市と連携して推進する中学校3年間を対象としたサッカー選手エリート教育機関・養成システムである。2009年（平成21年）4月7日開校。

## 概要
福島校との最大の違いは福島がアカデミーの名でチーム登録しているのに対して、平日にアカデミーとしての活動があり、毎週末および長期休暇に帰宅し、地元のチームで試合出場などの活動をする。また、福島が男女の生徒を集めているのに対し、男子のみである。
全生徒が宇城市立小川中学校に通学している、普段は寄宿舎で生活し、宇城スポーツセンター（熊本県フットボールセンター）で練習を行う。

## 運営状況
- 2009年度 1期生（13名）入校
- 2010年度 2期生（17名）入校
- 2011年度 3期生
- 2012年度 4期生（18名）入校[1]
- 2013年度 5期生
- 2014年度 6期生
- 2015年度 7期生
- 2016年度 8期生
- 2017年度 9期生
- 2018年度 10期生
- 2019年度 11期生
- 2020年度 12期生
- 2021年度 13期生
- 2022年度 14期生
- 2023年度 15期生
- 2024年度 16期生

### スクールマスター
- 2009年度 - 2023年度：井薫（元ハンドボール日本女子代表監督、前熊本県サッカー協会会長）
- 2024年度 - ：河田信之（熊本県サッカー協会会長）[2]。

## 主な卒業生
- 酒井崇一 - 1期生、カターレ富山
- 一美和成 - 2期生、ファジアーノ岡山
- 中村健人 - 2期生、レイラック滋賀
- 河原創 - 2期生、川崎フロンターレ
- 岩下航 - 3期生、ロアッソ熊本
- 井澤春輝 - 4期生、ギラヴァンツ北九州
- 林田滉也 - 4期生、ヴァンフォーレ甲府
- 宮本優 - 4期生
- 江川湧清 - 5期生、ガンバ大阪
- 佐藤璃樹 - 8期生、FC今治